# Borys (Geeza)
Borys, imię świeckie Boris Fiodorowicz Giża lub Boris Theodore Geeza (ur. 1923 w Portage, zm. 30 grudnia 2000 w Poway) – biskup Kościoła Prawosławnego w Ameryce.

## Życiorys
Urodził się w rodzinie kapłana prawosławnego, emigranta z Austro-Węgier, jako jedno z sześciorga dzieci. W 1941 ukończył szkołę średnią i równolegle rozpoczął naukę w Columbia University i w prawosławnym seminarium św. Włodzimierza w Nowym Jorku. 4 sierpnia 1946 ożenił się z Helen Korba, zaś w maju następnego roku przyjął święcenia kapłańskie. Został skierowany do pracy duszpasterskiej w cerkwi św. Mikołaja w Weirton. Jako proboszcz tamtejszej parafii zorganizował szkołę parafialną i wprowadził jako liturgiczny język angielski. Po sześciu latach postanowił zostać kapelanem wojskowym. Zadania te podjął po kilkumiesięcznym szkoleniu i wykonywał je w różnych jednostkach przez kolejne 23 lata. W latach 1965–1966 był jednym z prawosławnych kapelanów służących w armii amerykańskiej w Wietnamie.
W 1971 jego żona, z którą miał córkę Helene i syna Borisa, nagle zmarła. Cztery lata później ks. Geeza odszedł ze służby wojskowej i służył odtąd w różnych parafiach diecezji Zachodu. Od 1972 był kanclerzem tejże diecezji. W 1978 został wyświęcony na biskupa Chicago i Środkowego Zachodu. Po dziesięciu latach dobrowolnie odszedł z urzędu. Zamieszkał w Poway w Kalifornii razem ze swoją siostrą. Zmarł w swoim domu w 2000. Został pochowany przy cerkwi św. Jana z Damaszku w Poway, w której służył po odejściu z katedry biskupiej, obok swojej małżonki.